# Lenguas bungku-tolaki
Las lenguas bungku-tolaki son un grupo filogenético de lenguas malayo-polinesias habladas principalmente en la provincia de Célebes Suroriental y en las regiones adyacentes de Célebes Central y Célebes Meridional.

## Lenguas del grupo
Mead (1998:117) presenta la siguiente clasificación en forma de árbol filogenético para las lenguas bungku-tolaki. Esta clasificación se basa en el método comparativo estándar de la lingüística histórica:
- Oriental
  - Moronene
  - Costa oriental: Bungku, Bahonsuai, Kulisusu (Koroni, Kulisusu, Taloki), Wawonii, Mori Bawah
- Occidental
  - Interior: Mori Atas, Padoe, Tomadino
  - Costa occidental: Tolaki, Rahambuu, Kodeoha, Waru

Esta clasificación es corrige a otra clasificación propuesta por Mead in 1994 (aunque fue publicada como: Mead (1999)). Esta otra clasificación más antigua se basó en la comparación lexicoestadística y por tanto menos precisa que la basada en el método compartivo estricto.
A la vista de la evidencia  más reciente basada en cambios fonéticos compartidos e innovaciones en los conjuntos de pronombres, la unidad del grupo Mori propuesto inicialmente (que comprende el Bahonsuai, el Mori Bawah, el Mori Atas, el Padoe y el Tomadino) no puede ser mantenida (ver para información adicional idioma mori).

## Descripción lingüística
La principal fuente de información es Mead (1998) donde se comparan diversas lenguas bungku-tolaki y se reconstruyen numerosos aspectos del proto-bungku-tolaki.

### Fonología
El inventario fonológico del proto-bungku-tolaki es en general cercano al del proto-malayo-polinesio, y se han podido establecer adecuadamente las correspondencias fonéticas regulares entre ambos sistemas. La reconstrucción de Mead (1998) del sistema fonológico es:
|             | bilabial | dental/ alveolar | palatal | velar  | uvular | glotal |
| ----------- | -------- | ---------------- | ------- | ------ | ------ | ------ |
| nasal       | *m       | *n               |         |        | *ŋ     |        |
| oclusiva    | *p, *b   | *t               |         | *k, *g | *q     |        |
| fricativa   | *β       | *s               |         |        |        | *h     |
| aproximante |          |                  | *y      |        |        |        |
| líquida     |          | *l, *ɾ           |         |        | *R     |        |

### Comparación léxica
Los numerales en diferentes lenguas bungku-tolaki:
| GLOSA | Bungku | Kulisusu    | Moronene     | Tolaki | Wawonii | PROTO- BUNGKU-TOLAKI |
| ----- | ------ | ----------- | ------------ | ------ | ------- | -------------------- |
| 1     | asa    | isa / saaɗe | meʔ-asa      | oʔaso  | asade   | *asa                 |
| 2     | orua   | orua        | o-rua        | oruo   | orua    | *o-rua               |
| 3     | otolu  | otolu       | o-tolu       | otolu  | otolu   | *o-tolu              |
| 4     | opaa   | opaa        | o-paa / pato | oʔomba | opaa    | *o-pato              |
| 5     | olima  | olima       | o-lima       | olimo  | olima   | *o-lima              |
| 6     | onoo   | onoo        | onoo / nomo  | oʔono  | onoo    | *onoN                |
| 7     | opitu  | opitʃu      | o-pitu       | opitu  | opitu   | *o-pitu              |
| 8     | hoalu  | hoalu       | hoalu / halu | hoalu  | hoalu   | *hoalu               |
| 9     | osio   | osio        | o-sia        | osio   | osio    | *o-sio               |
| 10    | hopulu | ho-pulu     | hopulu       | hopulo | hopulu  | *hopulu              |